# Monzo Bank
Monzo Bank é um banco britânico digital com sede em Londres, Reino Unido. Dantes de receber uma licença bancária, operou através de um aplicativo móvel e um cartão prepago de débito, convertendo-se assim num dos primeiros challenger banks centrados em aplicações móveis em Reino Unido. Desde abril de 2017, oferece contas correntes a seus clientes. Em setiembre de 2019, Monzo anunciou que tinha 3 milhões de utentes.

## História
Foi fundado como Mondo em 2015 por Tom Blomfield, Jonas Huckestein, Jason Bates, Paul Rippon e Gary Dolman.A equipa tinha-se reunido enquanto trabalhava em Starling Bank. Em fevereiro de 2016, Mondo estabeleceu o recorde de "a campanha de financiamento mais rápido da história", quando arrecadou 1 milhão de libra esterlina em 96 segundos através da plataforma de investimento de Crowdcube.
Duas semanas dantes da mudança de nome, a Monzo concedeu-se-lhe uma licença bancária restringida, pela Autoridade de Regulação Prudencial e a Autoridade de Conduta Financeira. A partir de abril de 2017, estas restrições levantaram-se. Actualmente tem em funcionamento uma série de cartões de débito prepagadas que tem emitido aos utentes para fins de provas.
Estes cartões estarão em uso até que as contas correntes estejam disponíveis para todos. O 16 de maio de 2017, Monzo anunciou que se tinham gastado mais de 250 milhões de libras esterilinas através de seu cartão de prepago, entre 200 mil clientes.
Está registada em Companies House baixo o nome legal de Monzo e inicialmente cotava como Mondo. O 13 de junho de 2016, um blog da empresa anunciou que a marca tinha sido impugnada legalmente por uma empresa não revelada com um nome similar. Como resultado se organizou um concurso de sugestões para nomear e se deu a conhecer o novo nome o 25 de agosto de 2016.
Em outubro de 2016, Monzo anunciou uma rodada de financiamento provisório que valorizava à companhia em 50 milhões de libras esterlinas e arrecadou 4,8 milhões de libras esterlinas no processo liderado por Passion Capital. Esta rodada foi seguida com 2,5 milhões de libras esterilinas de financiamento campanha com o total prometeu rapidamente golpear a quantidade objectivo.

### Cartões expedidos
Inicialmente a companhia tem emitido com a colaboração de Wirecard, uma variedade de cartões alfa, beta e de investidores àqueles clientes que queiram ser os primeiros nas provar. Trata-se de cartões MasterCard prepagadas que o utente pode recarregar mediante transferência bancária ou um cartão de débito existente. Em dezembro de 2017, Monzo lançou sua primeiro cartão de débito Mastercard dirigida aos clientes com cartões prepago e novos clientes.
O saldo do cartão pode-se gastar utilizando contactless, chip+pin, banda magnética ou aplicações em linha. Ao igual que todos os provedores de cartões, Monzo impõe uma série de limites na retirada de efectivo em caixas automáticos, as quantidades de recarrega, os pagamentos únicos e o saldo total do cartão.

## Aplicativos móveis
Tem desenvolvido aplicações para iOs e Android. Os pagamentos realizados com cartões Monzo disparam notificações de maneira automática em tempo real através de ditas aplicações, onde ademais se podem visualizar transacções anteriores. Os utentes podem categorizar suas transacções, "congelar" seu cartão se é perdida ou roubada ou marcar determinadas transacções como despesas de empresa, entre outras funcionalidades.